# Dirofilariose
A dirofilariose é antropozoonose, considerada emergente, causada pela Dirofilaria immitis. O gênero Dirofilaria tem a origem do seu nome no latim Diru (cruel, desumano) e Filaria (novelo de linha). Acomete, principalmente, cães, podendo atingir, em menor escala, outros mamíferos domésticos e silvestres e o homem.
No sudeste dos EUA é enzoótica, atingindo mais de 50% dos cães errantes. No Brasil, LABARTHE e col. (1998) relatam que a doença atinge 29,7% dos cães e 0,8% dos gatos da cidade de Niterói, RJ. Em São Luís, Maranhão, AHID e LOURENÇO-DE-OLIVEIRA (1999), encontraram prevalência superior a 40% entre cães domiciliados.

## Vetores
Seus principais vetores são mosquitos dos gêneros Culex, Aedes e Anopheles. No entanto, em várias partes do mundo, os vetores não são bem conhecidos. Vale lembrar que o mais citado é o Culex quinquefasciatus.

## A parasitose

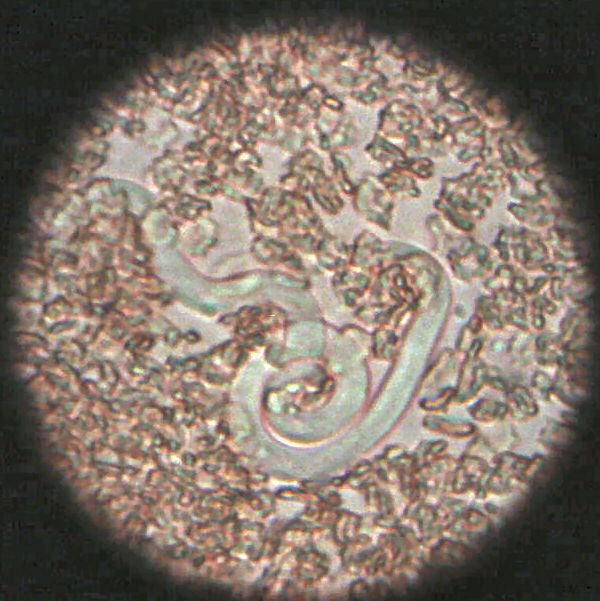
microfilária da Dirofilaria immitis

O parasito circula na corrente sangüínea do cão, no estágio de microfilárias, que são infectantes para o mosquito. Após ingestão, as microfilárias se alojam nos túbulos de Malpighi, onde passam por três estágios e, após 15 dias, estão presentes na hemocele, cápsula cefálica e probóscida, permitindo a transmissão a outros vertebrados.

### No cão
No cão, as filárias se abrigam no tecido celular subcutâneo e bainha muscular, onde evoluem por período de 80 a 120 dias, migrando, a seguir, para os capilares cardíacos, onde atingem maturidade e se reproduzem. A filaremia pode ser alta.

### No homem
No homem, a doença é pouco conhecida, com pequeno número de casos publicados, sendo, a maioria, no sudeste dos EUA.
CAMPOS e col. (1997) relatam a ocorrência de 24 casos diagnosticados na cidade de São Paulo, entre fevereiro de 1982 e junho de 1996, correspondendo a dezessete homens e sete mulheres, com idade variando entre dezessete e oitenta anos.

## Diagnóstico
O quadro clínico apresentado em metade dos casos costuma ser assintomático, podendo apresentar dor torácica, tosse, febre, hemoptise e dispnéia. A faixa etária mais comum dos sintomas situa-se entre 60 e 70 anos e é comum a história de tabagismo.
O homem tem sido considerado, até o momento, hospedeiro final e não oferece condições ao parasita para evoluir. A fêmea adulta se aloja no átrio direito, morre antes de atingir maturidade sexual, sendo levada aos pulmões, onde causa embolia localizada, com formação de nódulo no parênquima.
Quanto ao diagnóstico, a hipótese de filariose não costuma ser a primeira a ser lembrada. Geralmente, é diagnóstico diferencial de tumores, micoses pulmonares e outras doenças nodulares do pulmão. Em crianças, pode ser confundida com complexo primário de tuberculose. Testes sorológicos, empregando o método ELISA, geralmente, dão resultados negativos, em decorrência do baixo número de parasitos, insuficiente para estimular o sistema imunológico. Em exames radiológicos, apresenta-se como nódulo, usualmente único, podendo ser bilateral ou múltiplo, medindo de 1 a 3 centímetros, sem calcificações. O diagnóstico final é dado pelo encontro do parasito ao exame anatomopatológico da lesão. Dentre os casos descritos, em São Paulo, dezesseis foram submetidos à toracotomia, seis à toracoscopia, um à biópsia pleural, e um achado de necropsia. Essas intervenções somente serão evitadas, se houver controle da doença no ambiente e/ou melhoria no diagnóstico da doença em humanos.
Os principais fatores de risco de dirofilariose humana são, segundo Ciferri (citado por CAMPOS e col. 1997, p. 732): tamanho da população canina, prevalência da dirofilariose nessa população, densidade vetora e grau de exposição de humanos a mosquitos infectados.

## Dirofilariose e oAedes albopictus
Pesquisa entomológica, na cidade de Niterói, para identificar vetores de dirofilariose, mostrou que o Aedes albopictus foi a quinta espécie de mosquito mais frequente. Foram capturadas 109 fêmeas, usando isca humana, cão e gato. Dessas, 108 preferiram a primeira isca e apenas uma foi coletada em gato. A isca canina não foi procurada pelo Ae. albopictus. Na cidade de São Luís, MA, pesquisa semelhante capturou, entre março de 1996 e maio de 1997, 353 mosquitos Ae. albopictus, que foi o segundo mais frequente, representando 20,3% do total coletado. Destes, 350 exemplares foram capturados com isca humana e 3, com canina. As fêmeas foram dissecadas para pesquisa de D. immitis, com resultado negativo.
Em estudo realizado em populações de Ae. albopictus do Estado da Carolina do Norte, EUA, entre 1987 e 1988, observou-se a presença de larvas deterioradas de D. immitis, de primeiro e terceiro estágios, nos túbulos de Malpighi. Esse achado sugeriu que a espécie não seria hospedeira potencial para o parasito. No entanto, estudos realizados em 1993, em 10 populações de Ae. albopictus, mostraram que sete eram susceptíveis em graus variáveis, e três refratárias (SCOLES E CRAIG 1993, citado por NAYAR e KNIGTH 1999 p. 442). Estudo realizado em laboratório, com população de Ae. albopictus de New Orleans, demonstrou que essa apresenta-se susceptível, em graus variáveis, de 22 a 74%, à infecção pela D. immitis, enquanto em outras populações americanas a susceptibilidade variou entre 2 e 33% (SCOLES e CRAIG 1993, SCOLES e DICKINSON 1995, citados por NAYAR e KNIGHT 1999, p. 446). NAYAR e KNIGHT (1999) observaram que fêmeas infectadas pela ingestão de número elevado de microfilária (234,2±37,6) tinham sobrevivência mais baixa, cerca de 15%. Em contraste, aquelas que ingeriram baixo número (22,9±3,2) apresentaram taxa de sobrevivência de 63%. Os autores mostraram que apenas pequena proporção (10%) da população parental de Ae. albopictus foi susceptível à infecção pela D. immitis. A geração F1 mostrou incremento distinto da susceptibilidade (2,4 vezes), sugerindo que esta pode aumentar, rapidamente, por seleção experimental e tem base genética. Recentemente, na região central de Taiwan, observou-se, em laboratório, que o Ae. albopictus pode atuar como vetor natural da D. immitis, apresentando maiores taxas de infecção do que o Cx. quinquefasciatus.
COMISKEI e col. (1999) estudaram a co-infecção do Ae. albopictus por Ascogregarina taiwanensis e D. immitis, em condições de privação de nutrientes e de fornecimento normal de alimentos. Paralelamente, compararam-se os resultados obtidos na infecção mista e isolada por D. immitis. Assim, fêmeas infectadas por ambos os parasitos e apenas por D. immitis foram examinadas, 15 dias após a infecção oral. Aproximadamente, 60 a 70% das larvas de todas as fêmeas estavam infectadas por filárias. Em condições de nutrição deficiente houve, praticamente, diferença na taxa de infecção por filárias ou na mortalidade entre as fêmeas com infecção única ou simultânea. Já com abundância de nutrientes, as fêmeas infectadas por ambos os parasitos tiveram taxa de infecção mais alta e mortalidade mais baixa do que as não infectadas com A. taiwanensis. Os autores demonstraram que, em ambiente com altos níveis de nutrientes, a infecção por A. taiwanensis aumenta a competência vetora do Ae. albopictus para transmitir a D. immitis.
O Ae. albopictus não é considerado, até o presente momento, bom vetor para D. immitis, porém, está se adaptando ao parasito e se dispersando rapidamente pelo continente americano. Embora a doença em humanos seja rara, ela se reveste de importância, dados os diagnósticos diferenciais e os meios, atualmente disponíveis para tal.

## Referência bibliográfica
- Sonia Marta dos Anjos Alves Borges (2001). "Importância epidemiológica do Aedes Albopictus nas Américas" (PDF)  . Licenciado sob a GNU Free Documentation License.  Acessado em 19h42min de 13 de Março de 2008 (UTC).